# العلاقات الكورية الشمالية الكيريباتية
العلاقات الكورية الشمالية الكيريباتية هي العلاقات الثنائية التي تجمع بين كوريا الشمالية وكيريباتي.

## مقارنة بين البلدين
هذه مقارنة عامة ومرجعية للدولتين:
| وجه المقارنة                                              | كوريا الشمالية                        | كيريباتي                        |
| --------------------------------------------------------- | ------------------------------------- | ------------------------------- |
| المساحة (كم2)                                             | 120.54 ألف                            | 811                             |
| عدد السكان (نسمة)                                         | 25.49 مليون                           | 116.40 ألف                      |
| الكثافة السكانية (ن./كم²)                                 | 211.47                                | 14.35 ألف                       |
| العاصمة                                                   | بيونغيانغ                             | جنوب تاراوا                     |
| اللغة الرسمية                                             | لغة كوريا الشمالية القياسية ‏          | لغة إنجليزية، اللغة الكيريباتية |
| العملة                                                    | وون كوري شمالي                        | دولار كريباتي، دولار أسترالي    |
| الناتج المحلي الإجمالي (بليون دولار)                      |                                       | 196.15 مليون                    |
| الناتج المحلي الإجمالي (تعادل القوة الشرائية) بليون دولار |                                       | 224.26 مليون                    |
| الناتج المحلي الإجمالي الاسمي للفرد دولار أمريكي          |                                       | 1.42 ألف                        |
| الناتج المحلي الإجمالي للفرد دولار أمريكي                 |                                       | 1.81 ألف                        |
| مؤشر التنمية البشرية                                      |                                       | 0.590                           |
| رمز المكالمات الدولي                                      | +850                                  | +686                            |
| رمز الإنترنت                                              | .kp                                   | .ki                             |
| المنطقة الزمنية                                           | ت ع م+08:30، ت ع م+08:30، ت ع م+09:00 |                                 |

## منظمات دولية مشتركة
يشترك البلدان في عضوية مجموعة من المنظمات الدولية، منها:
| علم المنظمة | اسم المنظمة              | تاريخ انضمام كوريا الشمالية | تاريخ انضمام كيريباتي |
| ----------- | ------------------------ | --------------------------- | --------------------- |
|             | الأمم المتحدة            | 17 سبتمبر 1991              | 14 سبتمبر 1999        |
|             | الاتحاد الدولي للاتصالات | ?                           | 3 نوفمبر 1986         |
|             | الاتحاد البريدي العالمي  | ?                           | ?                     |
|             | يونسكو                   | 18 أكتوبر 1974              | 24 أكتوبر 1989        |

## وصلات خارجية
- موقع وزارة الخارجية الكورية الشمالية